# Henry Maitland Wilson
Marechal de Campo Henry Maitland Wilson, 1º Barão Wilson, GCB, GBE, DSO (5 de setembro de 1881–31 de dezembro de 1964), também conhecido como Jumbo Wilson, foi um oficial sênior do Exército Britânico do século XX. Ele prestou serviço ativo na Segunda Guerra dos Bôeres e depois durante a Primeira Guerra Mundial no Somme e em Passchendaele. Durante a Segunda Guerra Mundial, serviu como Oficial General Comandante-em-Chefe (GOC-in-C) das Tropas Britânicas no Egito, função em que lançou a Operação Compasso, atacando as forças italianas com considerável sucesso, em dezembro de 1940. Ele passou a ser Governador Militar da Cirenaica em fevereiro de 1941, comandando uma força expedicionária da Commonwealth para a Grécia em abril de 1941 e Oficial General Comandante (GOC) das Forças Britânicas na Palestina e na Transjordânia em maio de 1941.
Wilson tornou-se o GOC do Nono Exército na Síria e Palestina em outubro de 1941, o Comando do GOC na Pérsia e no Iraque em agosto de 1942 e no Comando do Oriente Médio do GOC em fevereiro de 1943. Ele foi Comandante Supremo Aliado no Mediterrâneo desde janeiro de 1944 e Chefe da Missão do Estado-Maior Conjunto Britânico em Washington D.C. de janeiro de 1945 a 1947.

## Biografia
Nascido em Londres, Inglaterra, filho do capitão Arthur Maitland Wilson e de sua esposa Harriet Wilson (nascida Kingscote), Wilson foi educado no Eton College e Sandhurst. Ele foi comissionado na Brigada de Rifles como Segundo-tenente em 10 de março de 1900.  Serviu no 2º Batalhão na África do Sul na Segunda Guerra dos Bôeres e, tendo participado de operações lá em agosto de 1900, foi promovido a tenente em 18 de março de 1901. Ele serviu na África do Sul durante a guerra. Após o fim das hostilidades, ele deixou Porto Natal no SS Malta no final de setembro de 1902, junto com outros oficiais e homens da Brigada de Fuzileiros do 2º batalhão que foram transferidos para o Egito. Ele foi enviado com seu batalhão para o Egito e depois em 1907 para a Índia. Promovido a capitão em 2 de abril de 1908, serviu no 3º Batalhão em Bordon, em Hampshire, e depois em Tipperary, na Irlanda, e em 1911 tornou-se ajudante do Oxford OTC.

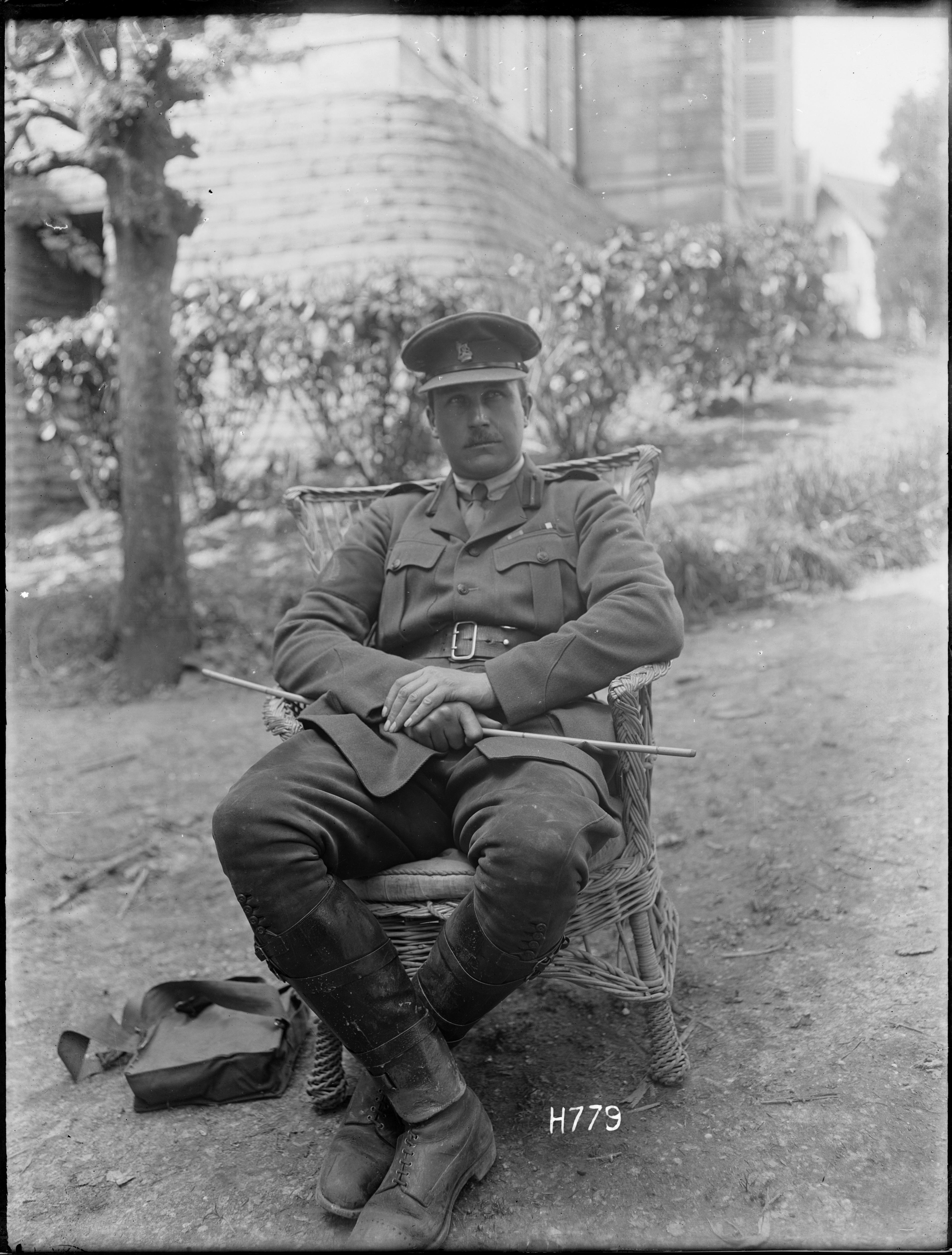
Wilson, tenente-coronel na época, como oficial de estado-maior da Divisão da Nova Zelândia, maio de 1918

Wilson serviu na Primeira Guerra Mundial, sendo nomeado major de brigada da 48ª Brigada em 15 de outubro de 1914; tendo sido promovido ao posto de major interino em dezembro de 1914 e depois ao posto substantivo de major em 15 de setembro de 1915, ele foi enviado à França para servir na Frente Ocidental em dezembro de 1915. Suas capacidades como oficial de estado-maior levaram-no a ser transferido para oficial de estado-maior (GSO) 2 da 41ª Divisão no Somme e do XIX Corpo de exército em Passchendaele. Em outubro de 1917 foi nomeado GSO 1 da Divisão da Nova Zelândia com promoção a tenente-coronel temporário em 28 de outubro de 1917.  Por seu serviço de guerra, ele foi premiado com a Ordem de Serviços Distintos em 1917 e foi mencionado três vezes em despachos.
Depois de ser promovido a tenente-coronel brevet em 1º de janeiro de 1919 e escolhido a dedo para o primeiro curso de estado-maior do pós-guerra em Camberley, Wilson recebeu o comando de uma companhia de cadetes em Sandhurst. Ele então se tornou o segundo em comando do 2º Batalhão, a Brigada de Rifles em Aldershot, em agosto de 1923. Em seguida, ele assumiu o comando do 1º Batalhão de seu regimento na Fronteira Noroeste em janeiro de 1927, recebendo promoção ao posto substantivo de tenente-coronel em 15 de junho de 1927.
Voltando a ser instrutor em Camberley em junho de 1930, Wilson passou 9 meses com metade do salário em 1933. Promovido a brigadeiro temporário, tornou-se Comandante da 6ª Brigada de Infantaria em 1934 e tendo sido promovido a major-general em 30 de abril de 1935, tornou-se Oficial General Comandante da 2ª Divisão em agosto de 1937.

## Segunda Guerra Mundial

### Egito (1939–1941)
Em 15 de junho de 1939, Wilson foi nomeado General Officer Commanding (GOC) das Tropas Britânicas no Egito, com o posto de tenente-general, função em que também foi responsável por dar aconselhamento militar para uma série de países da Abissínia. para o Golfo Pérsico. Ele estabeleceu seu quartel-general no Cairo e empreendeu negociações bem-sucedidas com o governo egípcio em seus quartéis de verão em Alexandria. O Tratado de 1936 exigia que o exército egípcio lutasse sob o comando britânico em caso de guerra e complementasse a força limitada então à sua disposição - sendo então formada uma divisão blindada (mais tarde a 7ª Divisão Blindada) e oito batalhões britânicos. Concentrou as suas forças defensivas em Mersa Matruh, a cerca de 160km da fronteira com a Líbia.
No início de agosto, Sir Archibald Wavell foi nomeado Comandante-em-Chefe do Comando do Oriente Médio, e enviou reforços que haviam sido procurados por Wilson, inicialmente a 4ª Divisão de Infantaria Indiana e elementos avançados da 6ª Divisão Australiana e, como a escalada em Mersa Matruh continuou, Richard O'Connor e seu estado-maior na 7ª Divisão de Infantaria na Palestina foram transferidos para o Egito para reforçar a estrutura de comando de Wilson lá. O QG de O'Connor, inicialmente designado 6ª Divisão de Infantaria Britânica, foi ativado em novembro e tornou-se responsável pelas tropas em Mersa Matruh. Foi redesignada Força do Deserto Ocidental em junho de 1940.
Em 10 de junho de 1940, o ditador italiano Benito Mussolini declarou guerra. Imediatamente as forças de Wilson invadiram a Líbia. No entanto, o seu avanço foi revertido quando, em 17 de junho, a França procurou um armistício e os italianos conseguiram mover as suas forças da fronteira com a Tunísia, no Ocidente, e reforçar com 4 divisões aquelas que se opunham a Wilson no Leste. As forças italianas invadiram o Egito em setembro de 1940 e avançaram cerca de 97km para ocupar Sidi Barrani. Wilson estava enfrentando forças muito superiores. Ele tinha 31.000 soldados contra 80.000 dos italianos, 120 tanques contra 275 e 120 peças de artilharia contra 250. Ele percebeu que a situação era tal que os livros didáticos tradicionais não forneceriam uma solução. Tal como aconteceu com outros comandantes da década de 1940, ele era bem treinado em estratégia e em total sigilo; ele planejou interromper o avanço das forças superiores atacando suas linhas estendidas nos pontos certos. Depois de uma conferência com Anthony Eden e Wavell em outubro e rejeitando a sugestão de Wavell para um ataque em duas frentes, Wilson lançou a Operação Compasso em 7 de dezembro de 1940. A estratégia foi extraordinariamente bem sucedida e muito rapidamente as forças italianas foram cortadas ao meio.

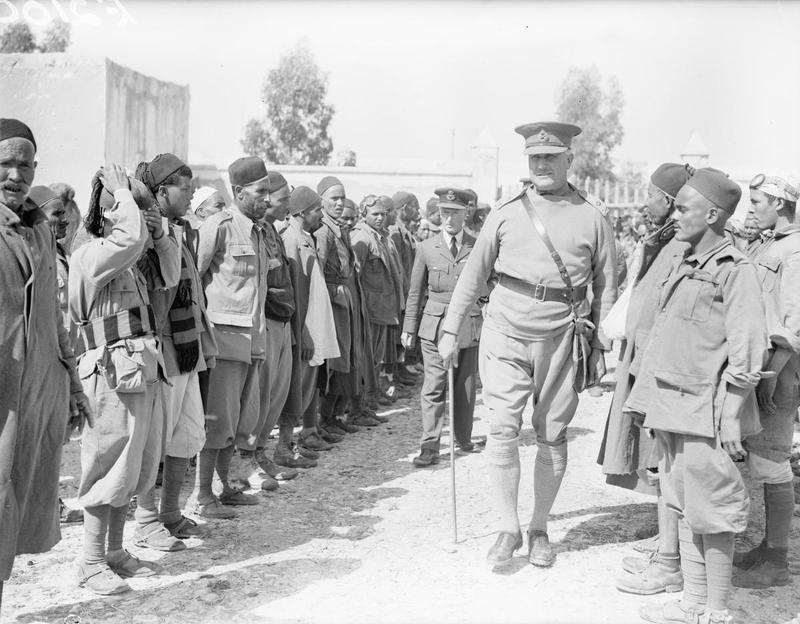
O Tenente-General Sir Henry Maitland Wilson, Comandante-em-Chefe da Cirenaica, inspeciona homens do Corpo de Camelos Tripolitano capturado, na Líbia

Enquanto a Operação Compass continuou com sucesso em 1941 e resultou na derrota completa do Exército Italiano no Norte da África, Wilson, que já era altamente considerado por seu colega regimental da Primeira Guerra Mundial e agora Secretário de Estado da Guerra, Anthony Eden, também havia vencido o confiança do próprio Churchill. Numa transmissão, Churchill disse: "O General Wilson, que na verdade comanda o Exército do Nilo, tinha a reputação de ser um dos nossos melhores estrategistas, e poucos agora lhe negarão essa qualidade."
Wilson foi chamado de volta ao Cairo em fevereiro de 1941, onde foi oferecido e aceito o cargo de Governador Militar da Cirenaica.

### Grécia (abril de 1941)
Wilson foi nomeado para liderar uma força expedicionária da Commonwealth ("Força W") de duas divisões de infantaria e uma brigada blindada para ajudar a Grécia a resistir à Itália e à subsequente invasão alemã em abril de 1941. Embora as forças aliadas fossem irremediavelmente inadequadas, o Gabinete de Guerra de Churchill considerou importante fornecer apoio ao único país fora da Commonwealth que resistia ao avanço do Eixo. Wilson completou a evacuação das tropas britânicas da Grécia em 29 de abril de 1941. Ele foi nomeado GBE em 4 de março de 1941  e promovido a general em 31 de maio de 1941.

### Síria, Iraque e Palestina (1941-1943)

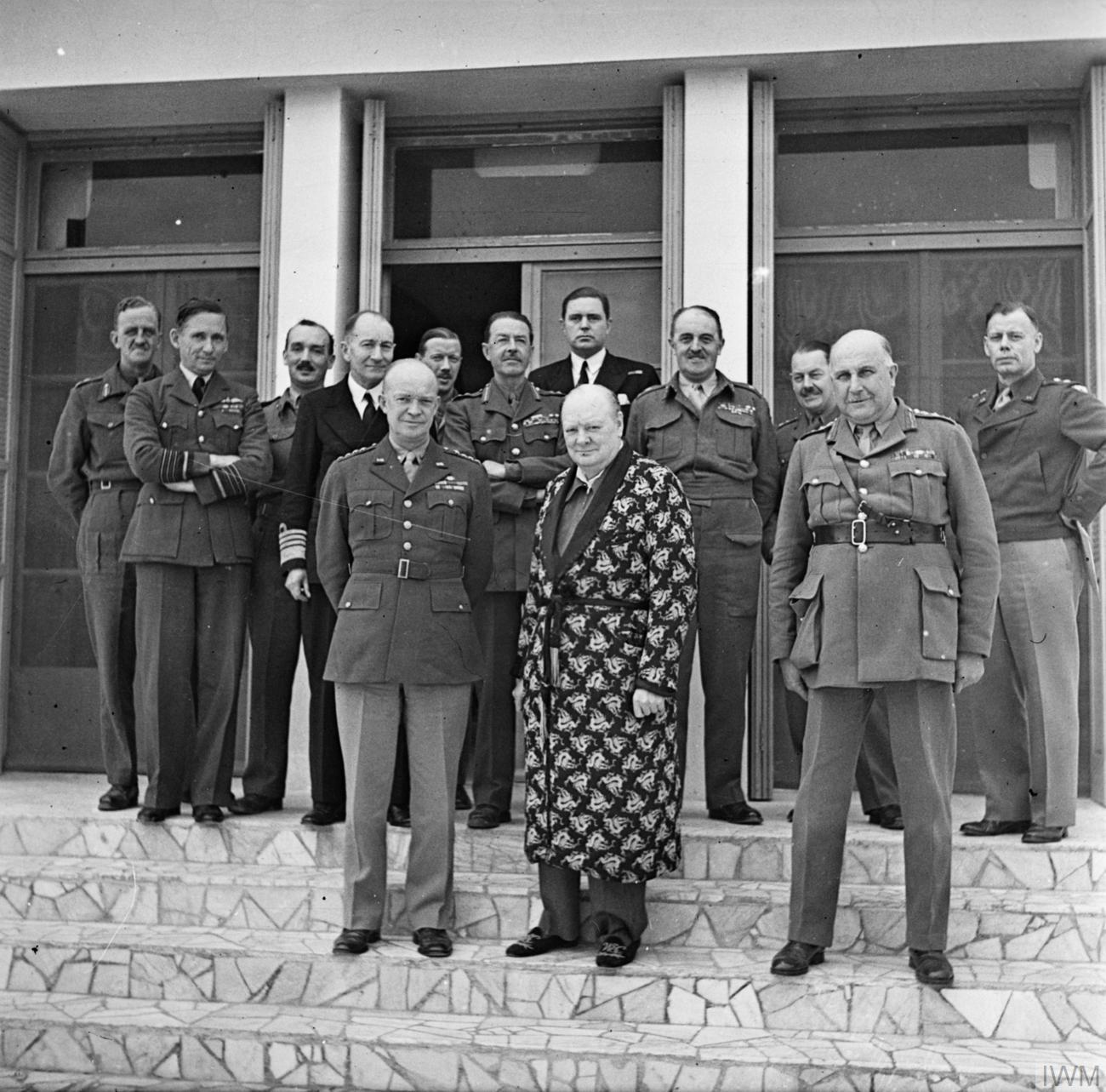
Winston Churchill convalescente encontra os Comandantes Supremos que saem e entram no Mediterrâneo, Dwight D. Eisenhower, à direita de Churchill, e Henry Maitland Wilson, à sua esquerda. Atrás deles estão (da esquerda para a direita), John Whiteley, o Marechal da Força Aérea Arthur Tedder, o Brigadeiro Geoffrey Thompson, o Almirante Sir John Cunningham, desconhecido, Sir Harold Alexander, o Capitão Manley Laurence Powder, Humfrey Gale, Leslie Hollis e o chefe do Estado-Maior de Eisenhower, Walter Bedell Smith.

Em maio de 1941, ao retornar da Grécia, Wilson foi nomeado GOC das Forças Britânicas na Palestina e na Transjordânia e supervisionou a bem-sucedida campanha Síria-Líbano, na qual forças predominantemente australianas, britânicas, indianas e francesas livres venceram as forças francesas de Vichy em ferozes brigando. Em julho de 1941, Churchill recomendou que Wilson assumisse o comando da Força do Deserto Ocidental para liderá-la em sua próxima operação ofensiva contra o Afrika Korps, o que se tornaria a Operação Crusader de novembro de 1941, mas o general Sir Claude Auchinleck preferiu o tenente-general Sir Alan Cunningham . Em outubro de 1941, Wilson assumiu o comando do Nono Exército na Síria e na Palestina e foi nomeado para o título honorário de Ajudante de Campo Geral do Rei.
Wilson gozava da confiança de Winston Churchill e foi a escolha de Churchill para suceder Auchinleck como comandante do Oitavo Exército em agosto de 1942; no entanto, a pedido do Chefe do Estado-Maior Imperial, General Sir Alan Brooke, o General Sir Bernard Montgomery foi nomeado para o cargo. Em vez disso, Wilson foi nomeado para comandar o recém-criado Comando da Pérsia e do Iraque em 21 de agosto de 1942. Este comando, que fazia parte do Comando do Médio Oriente, foi criado quando parecia que a Alemanha, após sucessos no sul da Rússia, poderia invadir a Pérsia (Irã).

### Comandante em chefe do Oriente Médio (1943)
Em fevereiro de 1943, após o sucesso de Montgomery em Alamein e a expulsão das forças do Eixo do Norte da África, Wilson foi nomeado Comandante-em-Chefe do Oriente Médio. O Médio Oriente estava, nesta altura, relativamente afastado dos principais centros de combate. Contudo, sob ordens de Londres para criar uma distração durante os combates na Itália, em setembro de 1943 organizou uma tentativa frustrada de ocupar as pequenas ilhas gregas de Kos, Leros e Samos. As forças britânicas sofreram grandes perdas com ataques aéreos alemães e desembarques subsequentes.

### Comandante Supremo Aliado do Mediterrâneo (1944)

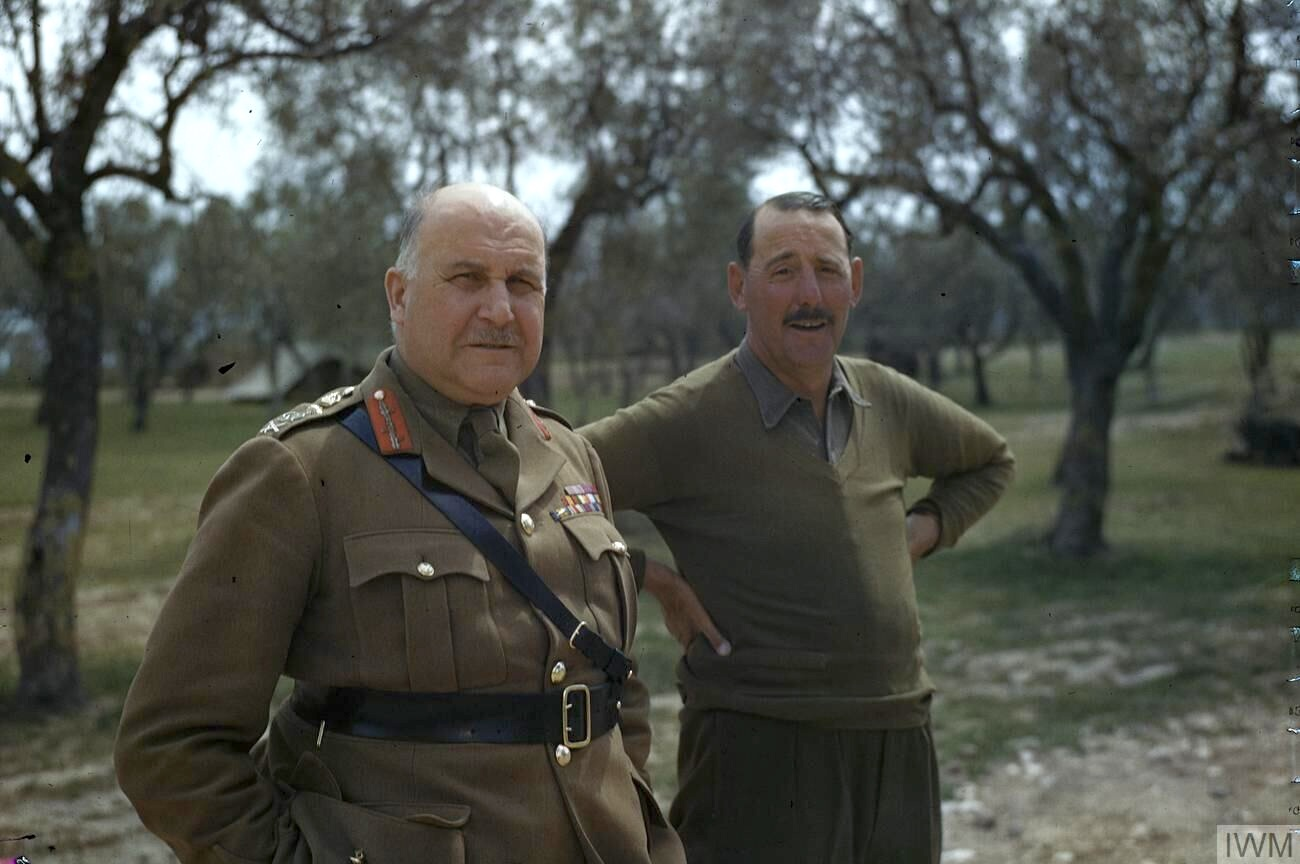
Wilson com o tenente-general Sir Oliver Leese, Itália, 30 de abril de 1944

Wilson sucedeu Dwight D. "Ike" Eisenhower no Quartel-General das Forças Aliadas (AFHQ) como Comandante Supremo Aliado no Mediterrâneo em 8 de janeiro de 1944, baseado em Argel. Como tal, exerceu controlo estratégico sobre a campanha em Itália. Ele defendeu fortemente a invasão da Alemanha através da planície do Danúbio, mas isso não aconteceu quando os exércitos na Itália foram enfraquecidos para apoiar outros teatros de guerra. Jumbo Wilson fez questão de levar adiante o plano enganoso Undercut, quando inesperadamente os alemães decidiram retirar-se totalmente da Grécia. Embora tenha sido avisado por Dudley Clarke de que o tiro poderia sair pela culatra e ser desnecessário, Wilson estava ciente das complexidades estratégicas da situação política. Cada plano do Estado-Maior tinha uma sombra, integrada em 1944 com os aliados americanos em todos os níveis estratégicos; até mesmo para contratar um ator imitando Monty chega ao quartel-general de Jumbo em Argel.

### Missão Washington (1945–1947)

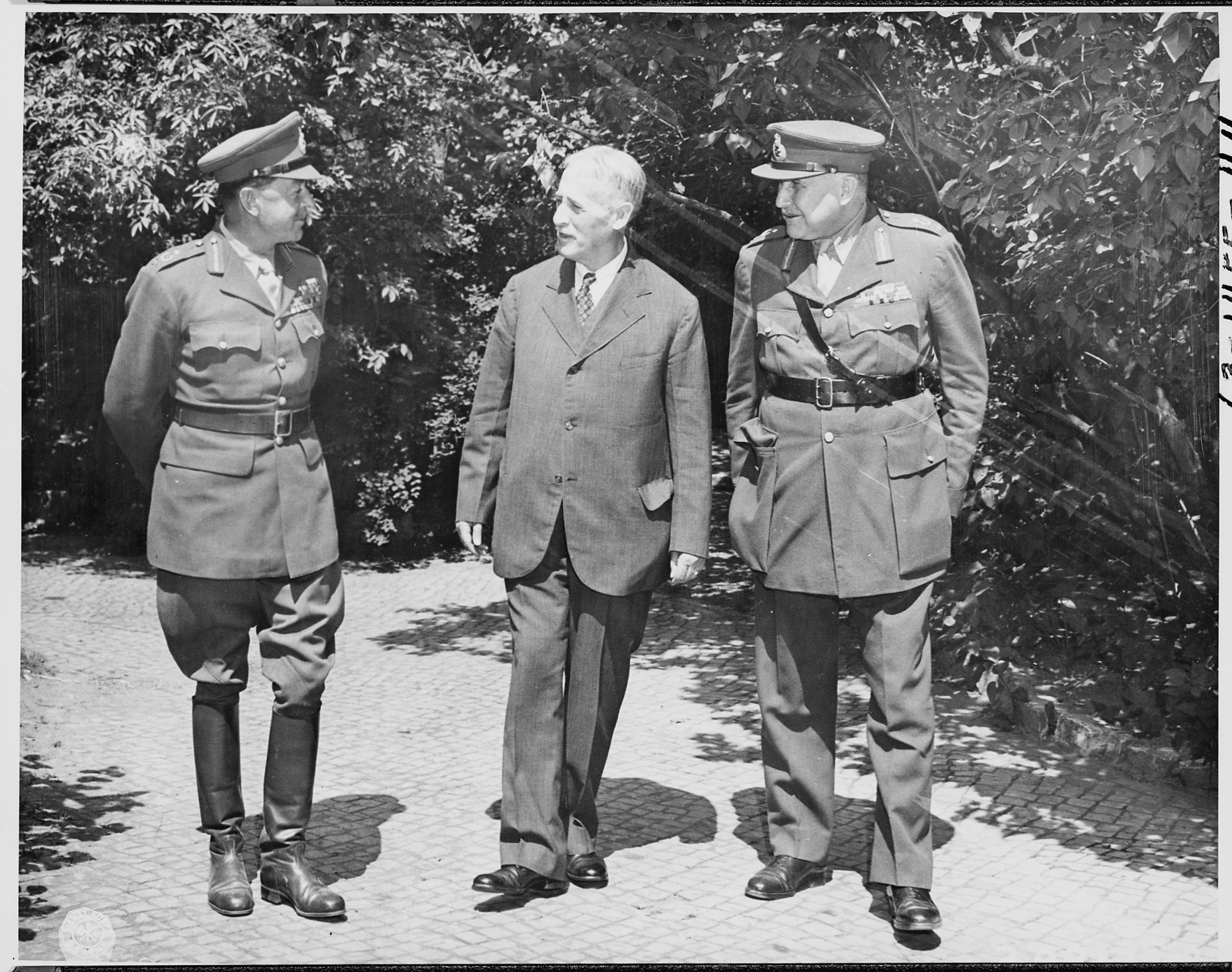
Secretário da Guerra, Henry L. Stimson (centro) com os Marechais de Campo Sir Harold Alexander (esquerda) e Sir Henry Maitland Wilson (direita)

Em dezembro de 1944, após a morte do Marechal de Campo Sir John Dill, Wilson foi destituído do cargo de Comandante Supremo, promovido a Marechal de Campo em 29 de dezembro de 1944, e enviado a Washington para ser Chefe da Missão do Estado-Maior Conjunto Britânico, cargo que ele iniciado em janeiro de 1945. Uma das funções mais secretas de Wilson era como representante militar britânico no Comitê de Política Combinada, que tratava do desenvolvimento, produção e teste da bomba atômica. Wilson continuou a servir como chefe da Missão do Estado-Maior Conjunto Britânico até 1947, para satisfação da Grã-Bretanha e dos Estados Unidos. O presidente Truman concedeu-lhe a Medalha de Serviços Distintos em novembro de 1945.

## Pós-guerra
Em janeiro de 1946 foi nomeado ajudante de ordens de Jorge VI do Reino Unido e foi então nomeado Barão Wilson, da Líbia e de Stowlangtoft no condado de Suffolk. De 1955 a 1960 foi Condestável da Torre de Londres. Wilson casou-se com Hester Wykeham (1890–1979) em 1914 e teve um filho e uma filha. O filho, o tenente-coronel Patrick Maitland Wilson, acompanhou o pai no Oriente Médio durante a Segunda Guerra Mundial como oficial de inteligência. As memórias do filho, Where the Nazis Came, fornecem anedotas e descrições de eventos importantes no serviço de guerra de seu pai. Nunca um homem rico, quando o marechal de campo Lord Wilson morreu em 31 de dezembro de 1964 em Chilton, Buckinghamshire, seu patrimônio foi comprovado em apenas £ 2.952 (cerca de £ 100.000 em 2013). Seu único filho, Patrick, o sucedeu no baronato.
Desde sua chegada ao Egito em 1939 até seu retorno de Washington à Inglaterra em 1947, Jumbo Wilson passou oito anos no exterior. Poucos comandantes em tempo de guerra prestaram um serviço tão generoso e ininterrupto. De todos os generais de Churchill, a sua relação com o primeiro-ministro era provavelmente a mais próxima. Embora seja improvável que ele seja lembrado na história como um dos grandes comandantes de campo do tempo de guerra, ele merece ser lembrado, como Eisenhower, como um líder que moveu as nações a trabalharem juntas em uma causa comum.